# 斯泰爾M1901手槍
斯泰爾M1901手槍是一種由奧匈帝國斯泰爾-曼利夏於1901年研製的半自動手槍，它亦是最早期的半自動手槍之一。

## 設計/歷史
斯泰爾M1901是一款結構非常簡單的反沖作用式半自動手槍，它具有典型的滑套設計，裝彈時需透過彈夾條把子彈壓入彈倉，最多可裝彈8發。
此槍在1901年正式推出，並發射7.63毫米曼利夏槍彈，這些彈藥在德國被稱為7.65毫米曼利夏彈，而在美國則被稱為7.65×21毫米彈。
由於此槍威力強大，和可靠性高，所以深受用戶信賴。

## 使用國
- 奥匈帝国
- 阿根廷
- 希臘王國

## 參看
- 費羅梅爾停止手槍
- 魯格手槍
- 毛瑟C96手槍
- FN M1900手槍
- 柯爾特M1900手槍
- M1911手槍